# Grand Casino Bern

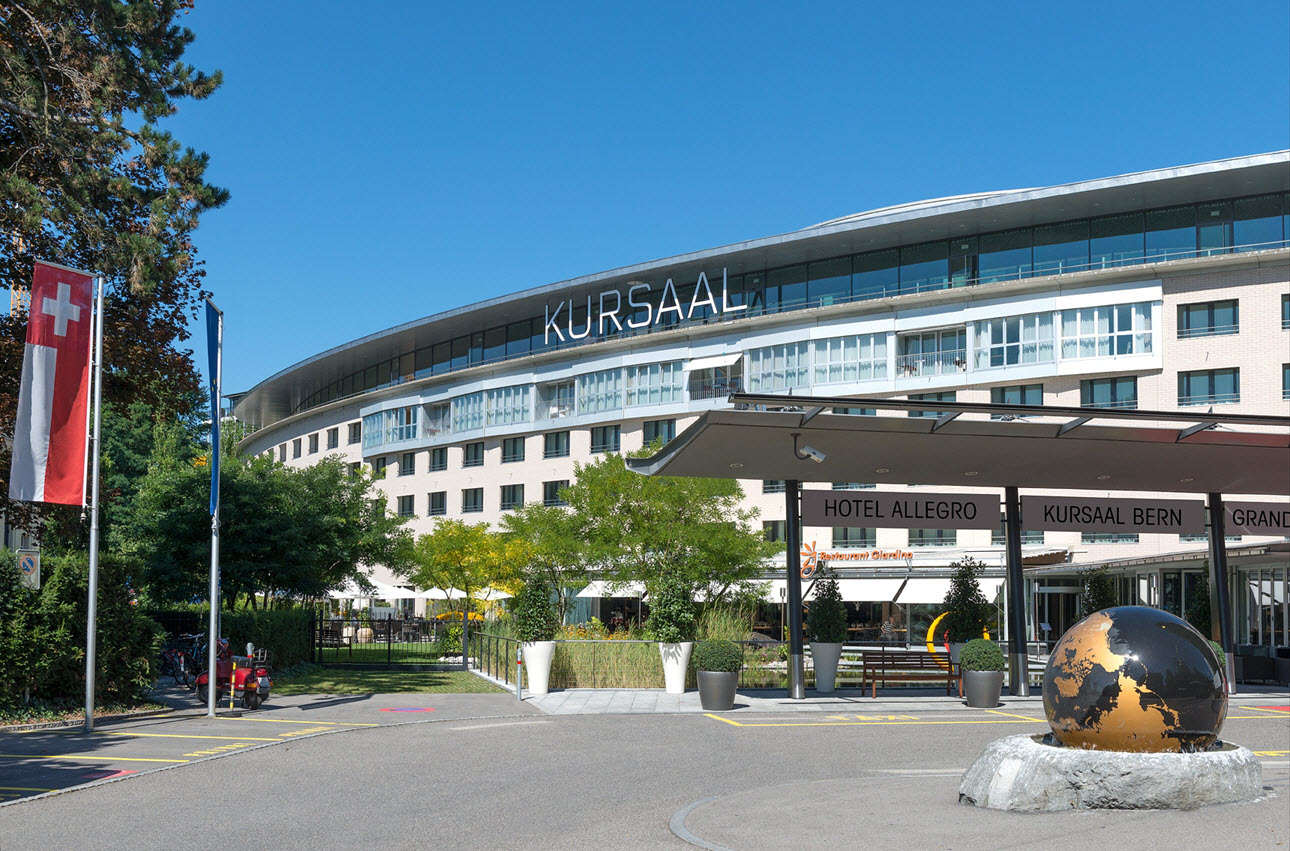
Grand Casino im Kursaal Bern

Das Grand Casino Bern ist eines der acht A-Casinos der Schweiz. Es befindet sich im 5. Stock des Kursaal Bern am nördlichen Brückenende der Kornhausbrücke im Altenbergquartier gegenüber der Berner Altstadt.

## Geschichte
Seit 1925 war in der Schweiz das Betreiben von Spielbanken grundsätzlich verboten. Volk und Stände strichen im Jahr 1993 das Glücksspielverbot mit grosser Mehrheit aus der Verfassung. In den nächsten sieben Jahren wurden vom Bund die gesetzlichen Grundlagen für Spielbanken geschaffen. Am 1. April 2000 traten das Spielbankengesetz und seine Ausführungserlasse in Kraft. Im Oktober 2001 erteilte der Bundesrat der Grand Casino Kursaal Bern AG für die kommenden 20 Jahre eine A-Konzession. Am 6. Juli 2002 öffnete es dem Publikum seine Tore. Dem Grand Casino Bern wurde 2007 als erste Spielbank der Welt das Datenschutzgütesiegel Good Privacy vergeben. Nach umfassenden Sanierungs- und Neubauarbeiten wurde das Grand Casino Bern 2012 um ein Drittel vergrössert. 2024 hat die Kursaal Bern AG von der Casinos Austria (Swiss) AG den Minderheitsanteil von 13,5 Prozent übernommen und besitzt nun 68,5 Prozent am Grand Casino Kursaal Bern. Die restlichen 31,5 Prozent gehören der Swiss Casinos Holding AG.

## Spielbetrieb
Das Grand Casino Bern verfügt über 13 Spieltische (u. a. Black Jack, American Roulette und Ultimate Texas Hold’em) sowie knapp 300 Geldspielautomaten. Die Besucherzahl beläuft sich auf rund 300‘000 Gäste pro Jahr.

## Zahlen und Fakten
Der Bund erhebt auf den Erträgen der Schweizer Spielbanken eine Sondersteuer. Bemessungsgrundlage ist der Bruttospielertrag (BSE). Bei Casinos mit A-Konzession fliessen die Abgaben direkt in den Ausgleichsfonds der AHV. Der Steuersatz ist progressiv und liegt zwischen 40 und 80 Prozent. Die Spielbankenabgabe des Grand Casino Bern betrug 2013 CHF 25.2 Mio. (ca. 46,6 % des BSE). Das Grand Casino Bern zählt zu den Casinos mit der höchsten Auszahlungsquote in der Schweiz. Von den Spieleinsätzen werden ungefähr 93 % – 97 % als Gewinne wieder ausgeschüttet.